# INPRIS
INPRIS – Instytut Prawa i Społeczeństwa – pozarządowy i niezależny think-tank specjalizujący się w poprawie jakości prawa i standardów rządzenia, zwłaszcza procesu legislacyjnego, rozwoju instytucjonalnego administracji publicznej i sektora pozarządowego z siedzibą w Warszawie.

## Działalność
Fundacja INPRIS powstała w 2008 w Warszawie. W skład Zarządu wchodzą: Łukasz Bojarski (Prezes) oraz Grzegorz Wiaderek, Filip Wejman, Agata Wacławik-Wejman i Jarosław Gwizdak.
Jako obszary zainteresowania INPRIS wymienia:
- dostęp do pomocy prawnej;
- innowacyjna edukacja prawna;
- proces legislacyjny;
- wymiar sprawiedliwości;
- zawody prawnicze.

INPRIS tworzy projekty założeń ustawowych i ustaw, ekspertyzy i opinie dotyczące projektów, informacje o procesie legislacyjnym, publikacje eksperckie.